# Ray Clough
Ray William Clough (Seatle, 23 de julho de 1920 – 8 de agosto de 2016) foi um engenheiro estadunidense.
É um dos fundadores do Método dos Elementos Finitos (MEF), sendo seu artigo de 1956 uma das mais antigas referências ao MEF.
Recebeu a Medalha Theodore von Karman de 1995.

## Obras
- Ray W. Clough e Joseph Penzien: Dynamics of Structures. McGraw-Hill, 1975 e 1993, ISBN 0071132414